# Серух (син Рагавов)
Серух је према Лукином јеванђељу и Библији био прадјед Аврамов, дјед Тарин и син Рагавов
Серух је у 30. години добио сина Нахора и умро у 230. години.